# Diamond Miller
Diamond Miller (Montclair, 11 febbraio 2001) è una cestista statunitense, professionista nella WNBA.

## Carriera
È stata selezionata dalle Minnesota Lynx al primo giro del Draft WNBA 2023 (2ª scelta assoluta).
Con gli Stati Uniti ha disputato i Campionati americani del 2021.

## Statistiche

### College
| Anno      | Squadra            | PG  | PT | MP   | TC%  | 3P%  | TL%  | RP  | AP  | PRP | SP  | PP   |
| --------- | ------------------ | --- | -- | ---- | ---- | ---- | ---- | --- | --- | --- | --- | ---- |
| 2019-2020 | Maryland Terrapins | 32  | 3  | 19,1 | 40,9 | 31,5 | 73,4 | 3,2 | 1,8 | 0,9 | 0,6 | 7,7  |
| 2020-2021 | Maryland Terrapins | 29  | 29 | 27,5 | 50,6 | 35,5 | 79,3 | 5,8 | 2,9 | 1,4 | 1,0 | 17,3 |
| 2021-2022 | Maryland Terrapins | 22  | 18 | 28,5 | 40,8 | 31,6 | 78,6 | 4,0 | 2,8 | 1,4 | 0,9 | 13,1 |
| 2022-2023 | Maryland Terrapins | 34  | 34 | 28,8 | 47,6 | 22,0 | 79,8 | 6,4 | 2,9 | 2,1 | 1,3 | 19,7 |
| Carriera  | Carriera           | 117 | 84 | 25,7 | 45,9 | 30,3 | 78,7 | 4,9 | 2,6 | 1,5 | 0,9 | 14,6 |

### WNBA

#### Regular Season
| Anno     | Squadra        | PG | PT | MP   | TC%  | 3P%  | TL%  | RP  | AP  | PRP | SP  | PP   |
| -------- | -------------- | -- | -- | ---- | ---- | ---- | ---- | --- | --- | --- | --- | ---- |
| 2023     | Minnesota Lynx | 32 | 32 | 26,1 | 40,3 | 30,7 | 79,2 | 3,5 | 2,5 | 0,9 | 0,3 | 12,1 |
| 2024     | Minnesota Lynx | 21 | 4  | 10,1 | 30,4 | 19,2 | 58,3 | 1,8 | 0,6 | 0,3 | 0,0 | 2,9  |
| 2025     | Minnesota Lynx | 25 | 0  | 9,7  | 47,6 | 53,8 | 84,8 | 0,9 | 0,6 | 0,3 | 0,2 | 4,1  |
| Carriera | Carriera       | 78 | 36 | 16,5 | 39,9 | 32,7 | 77,1 | 2,2 | 1,4 | 0,6 | 0,2 | 7,1  |

#### Playoffs
| Anno     | Squadra        | PG | PT | MP   | TC%  | 3P%  | TL%  | RP  | AP  | PRP | SP  | PP  |
| -------- | -------------- | -- | -- | ---- | ---- | ---- | ---- | --- | --- | --- | --- | --- |
| 2023     | Minnesota Lynx | 3  | 3  | 23,0 | 26,1 | 22,2 | 66,7 | 1,3 | 2,0 | 1,0 | 0,0 | 5,3 |
| 2024     | Minnesota Lynx | 6  | 0  | 0,7  | -    | -    | -    | 0,0 | 0,0 | 0,0 | 0,0 | 0,0 |
| Carriera | Carriera       | 9  | 3  | 8,1  | 26,1 | 22,2 | 66,7 | 0,4 | 0,7 | 0,3 | 0,0 | 1,8 |

## Palmarès
- WNBA All-Rookie First Team (2023)